# Timofey Mozgov
Timofey Pavlovich Mozgov (em russo:  Тимофей Павлович Мозгов; São Petersburgo, 16 de julho de 1986) é um jogador profissional de basquetebol russo que atualmente joga pelo BC Khimki da VTB United League. Mozgov fez parte do time campeão da NBA de 2016 atuando pelo Cleveland Cavaliers.

## Estatísticas
| † | Quando foi campeão |

##### Temporada regular
| Ano      | Equipe    | PJ  | PT  | MPP  | %TC  | %3P  | %TL  | RPP | APP | ROB | TPP | PPP  |
| -------- | --------- | --- | --- | ---- | ---- | ---- | ---- | --- | --- | --- | --- | ---- |
| 2010-11  | New York  | 34  | 14  | 13.5 | .464 | .000 | .705 | 3.1 | .4  | .4  | .7  | 4.0  |
| 2010-11  | Denver    | 11  | 0   | 6.0  | .524 | .000 | .750 | 1.5 | .0  | .1  | .2  | 2.5  |
| 2011-12  | Denver    | 44  | 35  | 15.6 | .526 | .000 | .684 | 4.1 | .5  | .3  | 1.0 | 5.4  |
| 2012-13  | Denver    | 41  | 1   | 8.9  | .506 | .000 | .769 | 2.6 | .2  | .1  | .4  | 2.6  |
| 2013-14  | Denver    | 82  | 30  | 21.6 | .523 | .167 | .754 | 6.4 | .8  | .3  | 1.2 | 9.4  |
| 2014-15  | Denver    | 35  | 35  | 25.6 | .504 | .333 | .733 | 7.8 | .5  | .4  | 1.2 | 8.5  |
| 2014-15  | Cleveland | 46  | 45  | 25.0 | .590 | .000 | .787 | 6.9 | .8  | .4  | 1.2 | 10.6 |
| 2015-16† | Cleveland | 76  | 48  | 17.4 | .565 | .143 | .716 | 4.1 | .5  | .3  | 1.0 | 6.3  |
| Total    | Total     | 369 | 208 | 18.2 | .537 | .179 | .729 | 5.0 | .5  | .3  | .9  | 6.9  |

##### Playoffs
| Ano   | Equipe    | PJ | PT | MPP  | %TC  | %3P  | %TL  | RPP | APP | ROB | TPP | PPP  |
| ----- | --------- | -- | -- | ---- | ---- | ---- | ---- | --- | --- | --- | --- | ---- |
| 2012  | Denver    | 7  | 5  | 14.1 | .480 | .000 | .500 | 3.3 | .4  | .3  | .9  | 4.0  |
| 2015  | Cleveland | 20 | 20 | 26.5 | .500 | .000 | .790 | 7.3 | .7  | .4  | 1.8 | 10.6 |
| 2016† | Cleveland | 13 | 0  | 5.8  | .400 | .000 | .750 | 1.6 | .2  | .2  | .2  | 1.2  |
| Total | Total     | 40 | 25 | 17.6 | .489 | .000 | .763 | 4.8 | .5  | .3  | 1.1 | 6.4  |